# Hidetoši Nakata
Hidetoši Nakata (japonsko 中田 英寿), japonski nogometaš, * 22. januar 1977, Jamanaši, Japonska.
Za japonsko reprezentanco je odigral 77 uradnih tekem in dosegel 11 golov.